# 锡林河水库
锡林河水库是中国内蒙古自治区锡林郭勒盟阿巴嘎旗境内的一座水库，位于锡林河上，建于1964年。水库正常库容为820万立方米，集雨面积为800平方千米，海拔为1010.56米。